# Saint-Macoux
Saint-Macoux is een plaats en voormalige gemeente in het Franse departement Vienne in de regio Nouvelle-Aquitaine en telt 456 inwoners (2004). De plaats maakt deel uit van het arrondissement Montmorillon. Saint-Macoux is op 1 januari 2024 gefuseerd met de gemeente Saint-Saviol tot de gemeente Val-de-Comporté.

## Geografie
De oppervlakte van Saint-Macoux bedraagt 10,8 km², de bevolkingsdichtheid is 42,2 inwoners per km².
De onderstaande kaart toont de ligging van Saint-Macoux met de belangrijkste infrastructuur en aangrenzende gemeenten.

## Demografie
Onderstaande figuur toont het verloop van het inwonertal (bron: INSEE-tellingen).